# Akshay Agrawal
Akshay Agrawal, né en avril 1998 en Inde, est un entrepreneur indien.
Il a fondé deux entreprises, Ukhadlo et ClassFever. Il a commencé sa première entreprise à l'âge de 16 ans.
Il a pris la parole lors de deux conférences TEDx.

## Biographie

### Éducation
Akshay Agrawal a étudié à l'Avalon Heights International School. Il étudie en 2016 à l'Art Center College of Design en Californie.

### Ukhadlo
Akshay Agrawal a fondé Ukhadlo à 16 ans. Ukhadlo est un réseau social pour les entrepreneurs, les investisseurs, le personnel des accélérateurs d'entreprise. Ukhadlo permet aux entrepreneurs de se rencontrer et de faire évoluer leurs idées ensemble. Ukhadlo a été présenté, entre autres, dans le quotidien indien  Hindustan Times et le quotidien économique indien The Economic Times. Agrawal a parlé de son expérience avec Ukhadlo lors d'une conférence TEDx à Mumbai et à Pune et à la conférence Brainstorm.

### Conférencier TEDx
Akshay Agrawal a été présentateur lors de deux événements TEDx en Inde – TEDxUWCMC à UWC Mahindra United World College, Pune et TEDxYouth à Oberoi École Internationale, Mumbai. Agrawal's TEDxYouth@OIS talk a plus de 22 000 points de vue sur la YouTube. Agrawal a également parlé lors d'un événement (Brainstorm) à Bombay Écossais de l'École.

### ClassFever
Akshay Agrawal a fondé ClassFever à 17 ans.